# 1990年呂宋地震
1990年呂宋地震（英語：1990 Luzon earthquake) 是指1990年7月16日发生于菲律宾呂宋島的一场大地震。该次地震震中位于15°40′44″N 121°10′19″E / 15.679°N 121.172°E，矩震級为 MW 7.8级。地震中有1,621人死亡。